# Congettura di Marshall Hall
In matematica, la congettura di Marshall Hall è un problema aperto di teoria dei numeri sulla differenza tra quadrati perfetti e cubi perfetti. Essa afferma che se {\displaystyle x^{3}} e {\displaystyle y^{2}} non sono uguali, allora la loro distanza deve essere superiore a una costante dipendente da {\displaystyle x}. Questa congettura, che prende il nome dal matematico Marshall Hall, Jr., deriva da alcune considerazioni sui punti interi della curva di Mordell, nella teoria delle curve ellittiche.

## Enunciato
La versione originale della congettura, formulata da Marshall Hall nel 1970, afferma che esista una costante C tale che, per ogni coppia di interi x e y tali per cui y2 ≠ x3, vale che
{\displaystyle |y^{2}-x^{3}|>C{\sqrt {|x|}}.}

### Forma debole
Una versione debole della congettura, dovuta a Stark e Trotter intorno al 1980, rimpiazza la radice quadrata a destra della disuguaglianza con un qualsiasi esponente minore di 1/2. In altre parole, afferma che per ogni ε > 0 esiste una costante C(ε) dipendente da ε tale che, per ogni coppia di interi x e y tali per cui y2 ≠ x3, vale che
{\displaystyle |y^{2}-x^{3}|>c(\varepsilon )x^{1/2-\varepsilon }.}

## Progressi
- Originariamente lo stesso Hall pensava che la costante potesse essere presa circa come 1/5. Ma nel 1998 Elkies trovò il controesempio:

{\displaystyle 4478849284284020423079182^{2}-58538865167812233^{3}=-1641843,}
per il quale C sarebbe circa 1/50, ovvero un decimo di quanto proposto da Hall.
- Nel 1982 Danilov ha dimostrato che la congettura è falsa se si sostituisce la radice quadrata con qualsiasi esponente maggiore di 1/2.
- Nel 1965 Davenport aveva dimostrato un risultato analogo nel caso dei polinomi: se f(t) e g(t) sono polinomi non nulli in C tali che g(t)3 ≠ f(t)2 in C[t], allora

{\displaystyle \deg(g(t)^{2}-f(t)^{3})\geq {\frac {1}{2}}\deg f(t)+1.}
- La forma debole della congettura sarebbe una conseguenza della congettura abc[1]